# Кормано
Кормано (італ. Cormano) — муніципалітет в Італії, у регіоні Ломбардія,  метрополійне місто Мілан.
Кормано розташоване на відстані близько 490 км на північний захід від Рима, 10 км на північ від Мілана.
Населення — 20 173 особи (2014).
Щорічний фестиваль відбувається 7 квітня. Покровитель — святий Петро.

## Демографія
Населення за роками:

Станом на 1 січня 2023 року в муніципалітеті офіційно проживало 2626 іноземців з 80 країн, серед них 547 громадян країн Євросоюзу та 140 громадян України.

## Сусідні муніципалітети
- Боллате
- Брессо
- Кузано-Міланіно
- Мілан
- Новате-Міланезе
- Падерно-Дуньяно